# 岡子林
岡子林，原寫為崗仔林，是臺灣臺南市左鎮區的一個傳統地域名稱，位於該區中部略偏東南。相較於今日行政區，其範圍大致包括岡林里不含東北部及東端、左鎮里南部邊界地帶、澄山里東部邊界地帶中央兩段、草山里西北部邊界地帶。
本地區境內主要聚落為外崗仔林、內崗仔林。

## 歷史
台灣日治初期，岡子林地區為一街庄，稱為「崗仔林庄」（舊制街庄），隸屬於外新化南里。該庄昔日北與左鎮庄、內庄仔庄為鄰，東邊北段與菁埔藔庄為鄰，東邊南段、南邊及西南邊與草山庄為鄰，西邊為山豹庄。
1901年（日治明治三十四年）11月11日，全台廢縣廳改設二十廳，該庄隸屬於臺南廳。1904年（明治三十七年）3月31日，該庄編入「南外新化區」，隸屬於臺南廳。1909年（明治四十二年）10月25日，全台合併二十廳為十二廳，南外新化區仍隸屬於臺南廳。1920年（大正九年）10月1日，全台地方制度大改正，廢十二廳改設五州二廳，該庄改制並雅化為「岡子林」大字，隸屬於臺南州新化郡左鎮庄（新制街庄）。
戰後左鎮庄改制為左鎮鄉，隸屬於臺南縣，大字亦改制為村。1950年（民國39年）10月25日，雲、嘉、南分治，左鎮鄉仍隸屬於臺南縣。2010年（民國99年）12月25日，臺南縣、市合併為直轄臺南市，左鎮鄉改制為左鎮區，村亦改制為里。

## 聚落
本地區發展較早的聚落為外崗仔林、內崗仔林，在日治初期的官方地圖上已有記載。

## 交通
區道南168線是新化至睦光（實際終點為內崗仔林）的道路，其東側端點（終點）經過本地區南部內崗仔林聚落的區道南171線路口。
區道南168-2線是左鎮至大谷山的道路，其南側端點（終點）位於本地區西南部邊界地帶的區道南168線路口。
區道南171線是睦光至檳榔宅的道路，經過本地區外崗仔林、內崗仔林兩個聚落。
區道南171-1線是內岡里至草山的道路，其西側端點（起點）位於本地區南部的區道南171線路口，該道路終點續行可銜接高雄市區道高122線。

## 學校
- 岡林國小（已廢校）

## 公務機關
- 岡林派出所（已廢除）